# 新秦郡
新秦郡，中国唐朝时设置的郡。
天宝元年（742年）以麟州改置。治所在新秦县（今陕西省神木县北）。辖境相当今陕西神木县一带。乾元元年（758年）复为麟州。 